# Stomaphis malloti
Stomaphis malloti är en insektsart. Stomaphis malloti ingår i släktet Stomaphis och familjen långrörsbladlöss. Inga underarter finns listade i Catalogue of Life.